# Долно Врановци
Долно Врановци (на македонска литературна норма: Долно Врановци) е село в Северна Македония, част от община Чашка.

## География
Долно Врановци е село в източната част на областта Грохот, разположено югозападно от град Велес, на около 8 километра южно от общинския център Чашка.

## История
В XIX век Долно Врановци е село във Велешка кааза на Османската империя. Църквата „Свети Илия“ е от XIX век, дело на Андон Китанов. В „Етнография на вилаетите Адрианопол, Монастир и Салоника“, издадена в Константинопол в 1878 година и отразяваща статистиката на населението от 1873 година, Долно Врановци (Vranovtzi Dolno) е посочено като село с 50 домакинства и 88 жители мюсюлмани, „българи, които са приели исляма, но които все още говорят на своя език и са запазили всичките си самобитни обичаи“ и 133 българи. Според статистиката на Васил Кънчов („Македония. Етнография и статистика“) в края на XIX век селото има 420 жители, от които 40 българи християни и 380 турци.
Според статистиката на секретаря на Българската екзархия Димитър Мишев („La Macédoine et sa Population Chrétienne“) в 1905 година в Долно Врановци (Dolno Vranovtzi) живеят 120 българи екзархисти и 18 цигани.
След Междусъюзническата война в 1913 година селото попада в Сърбия.
На етническата си карта от 1927 година Леонард Шулце Йена показва Долно Врановце (Dl.-Vranovce) като смесено българско християнско и българско-мохамеданско (помашко) село.
Според преброяването от 2002 година село Долно Врановци има 51 жители, всички северномакедонци.